# Vlag van Vogelwaarde

Vlag van Vogelwaarde
(1964-1970)

De vlag van Vogelwaarde is op 21 augustus 1964 vastgesteld als gemeentelijke vlag van de Zeeuwse gemeente Vogelwaarde. De vlag kan als volgt worden beschreven: 
Rechthoekig, gekwartileerd van geel en groen rond het middelpunt, met midden op het veld aan de broekhoek een zwarte kievit met een hoogte van 4/10 van de vlaghoogte.
De kleuren van de vlag zijn ontleend aan het gemeentelijke wapenschild, evenals de kievit. Het ontwerp was van A.J. Beenhakker en de Stichting voor Banistiek en Heraldiek.
In 1970 ging de gemeente op in Hontenisse, waardoor de vlag als gemeentevlag kwam te vervallen. Hontenisse is in 2003 opgegaan in Hulst.

## Verwante afbeeldingen

Het wapen van Vogelwaarde

Aardenburg 
· Arnemuiden 
· Axel 
· Baarland 
· Biervliet 
· Biggekerke 
· Borssele 
· Breskens 
· Brouwershaven 
· Bruinisse 
· Burgh 
· Domburg 
· Dreischor 
· Driewegen 
· Duiveland 
· Ellewoutsdijk 
· 's-Gravenpolder 
· Groede 
· Haamstede 
· 's-Heer Abtskerke 
· 's-Heer Arendskerke 
· Hoedekenskerke 
· Hontenisse 
· IJzendijke 
· Kloetinge 
· Kortgene 
· Koudekerke 
· Krabbendijke 
· Kruiningen 
· Mariekerke 
· Meliskerke 
· Middenschouwen 
· Nieuw- en Sint Joosland 
· Nisse 
· Noordgouwe 
· Oostburg 
· Oostkapelle 
· Oud-Vossemeer 
· Oudelande 
· Ovezande 
· Poortvliet 
· Retranchement 
· Rilland-Bath 
· Ritthem 
· Sas van Gent 
· Scherpenisse 
· Schoondijke 
· Sint-Annaland 
· Sint Jansteen 
· Sint-Maartensdijk 
· Sint Philipsland 
· Sluis 
· Sluis-Aardenburg 
· Stavenisse 
· Valkenisse 
· Vogelwaarde 
· Waarde 
· Waterlandkerkje 
· Wemeldinge 
· Westdorpe 
· Westerschouwen 
· Westkapelle 
· Wissenkerke 
· Wolphaartsdijk 
· Zaamslag 
· Zierikzee 
· Zuiddorpe 
· Zuidzande